# Carl von Weinberg
Carl von Weinberg (né le 14 septembre 1861 à Francfort-sur-le-Main, mort le 14 mars 1943 à Rome) est un homme d'affaires et entrepreneur allemand.

## Biographie

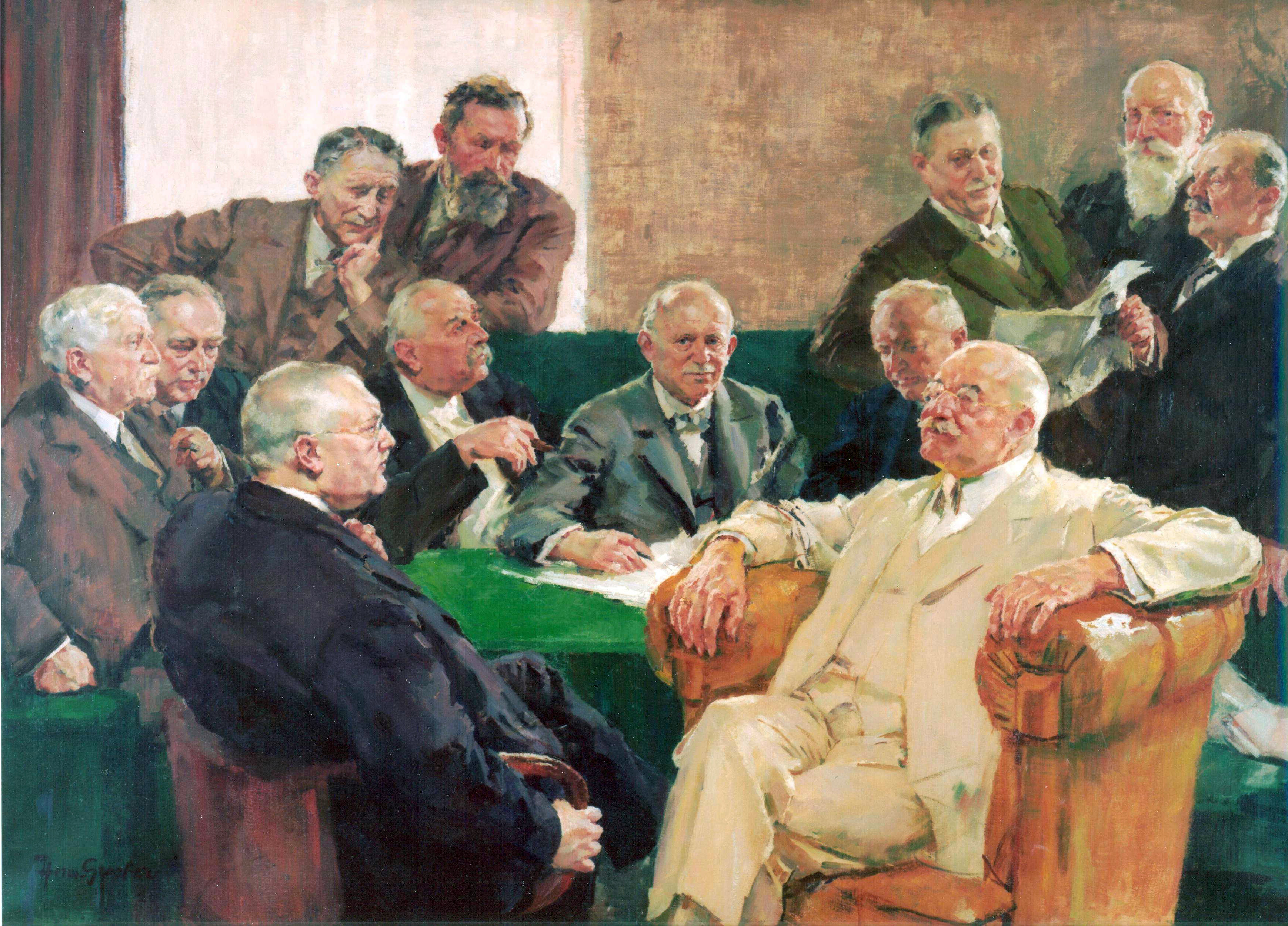
Portrait du conseil de surveillance d'IG Farben. Carl von Weinberg se trouve sur la deuxième rangée, cinquième à partir de la gauche.

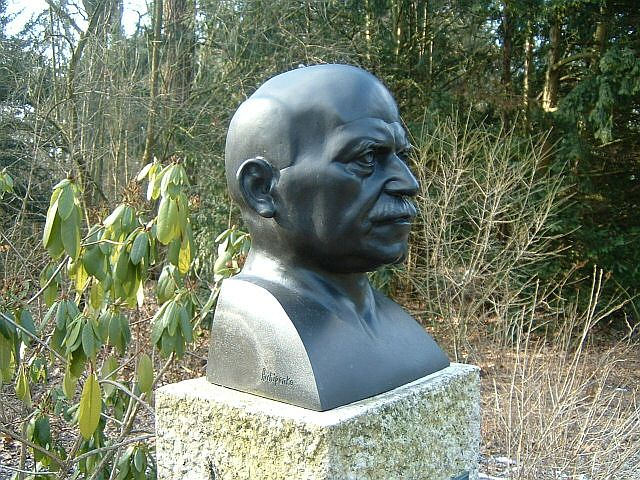
Alexander Archipenko, buste de Carl von Weinberg dans le jardin de Niederrad.

Il vient d'une famille de commerçants juifs dont vient aussi son frère Arthur. Carl commence un apprentissage dans le commerce puis il intègre à 21 ans avec son frère l'usine de colorants synthétiques Cassella qu'a fondée son oncle Leopold Cassella. 
Avec son épouse anglaise Ethel Mary Villers Forbes, il construit en 1898 la Villa Waldfried dans un style de maison de campagne anglaise dans le quartier de Schwanheim. La fontaine abîmée durant la Seconde Guerre mondiale est installée depuis 1952 au Nebbiensches Gartenhaus (de). En 1908, la famille est anoblie.
En 1919, Carl von Weinberg est membre de la délégation allemande lors des négociations du traité de Versailles. En 1924, il participe aux négociations sur les réparations allemandes à Londres qui aboutira au plan Dawes. En 1925, les frères Weinberg acceptent la fusion de Cassella avec IG Farben et intègrent le conseil de surveillance et le conseil d'administration.
Avec son frère, il entre dans de nombreuses institutions (comme l'université de Francfort) grâce à leurs contributions financières. En 1921, il fait construire l'école qui portera son nom. Il crée aussi le golf de la ville et un haras.
Lors de l'arrivée des nazis au pouvoir en 1933, les frères Weinberg sont harcelés en raison de leur origine juive. Carl von Weinberg est contraint d'abandonner ses fonctions économiques. Son nom disparaît des lieux qu'il a créés ou supportés.
Après la Nuit de Cristal, il doit vendre pour un prix modique sa villa et sa collection d'art. Après l'expropriation de ses biens, Weinberg part en exil avec sa sœur en Italie. Il meurt à Rome, six jours après son frère Arthur qui succombe au camp de concentration de Theresienstadt.